# Biathlon-Weltmeisterschaften 2001
Die 36. Biathlon-Weltmeisterschaften fanden vom 3. bis 11. Februar 2001 auf der slowenischen Hochebene Pokljuka im dortigen Biathlonstadion statt.
Im Folgejahr 2002 standen als Saisonhöhepunkt turnusmäßig die Olympischen Winterspiele auf dem Programm. Deshalb kam 2002 nur der noch nicht olympische Massenstart als Weltmeisterschaften zur Austragung.

## Wettbewerbe
Im Wettbewerbsangebot änderte sich nichts gegenüber den vorangegangenen Weltmeisterschaften. Für Frauen und Männer wurden je fünf Wettkämpfe ausgetragen: Sprint (Männer: 10 km / Frauen 7,5 km), Verfolgung (Männer: 12,5 km / Frauen 10 km), Einzel (Männer: 20 km / Frauen 15 km), Massenstart (Männer: 15 km / Frauen 12,5 km), Staffel (Männer und Frauen je 4 × 7,5 km).

## Männer

### Sprint 10 km
| Platz | Sportler           | Zeit/Rückstand | Schießfehler |
| ----- | ------------------ | -------------- | ------------ |
| 01    | Pawel Rostowzew    | 024:40,3 min   | 0 (0-0)      |
| 02    | René Cattarinussi  | 00+46,6 s00    | 0 (0-0)      |
| 03    | Halvard Hanevold   | 00+47,9 s00    | 1 (1-0)      |
| 04    | Egil Gjelland      | +1:03,3 min    | 1 (1-0)      |
| 05    | Sven Fischer       | +1:04,0 min    | 1 (0-1)      |
| 06    | Paavo Puurunen     | +1:05,3 min    | 0 (0-0)      |
| 07    | Raphaël Poirée     | +1:06,2 min    | 2 (0-2)      |
| 08    | Frode Andresen     | +1:07,7 min    | 4 (2-2)      |
| 09    | Jeremy Teela       | +1:08,3 min    | 1 (1-0)      |
| 10    | Vincent Defrasne   | +1:10,0 min    | 1 (0-1)      |
| 11    | Frank Luck         | +1:10,2 min    | 0 (0-0)      |
| 12    | Christoph Sumann   | +1:22,0 min    | 2 (1-1)      |
|       |                    |                |              |
| 24    | Wolfgang Rottmann  | +1:51,9 min    | 3 (0-3)      |
| 25    | Carsten Heymann    | +1:55,7 min    | 2 (0-2)      |
|       |                    |                |              |
| 27    | Ricco Groß         | +1:56,6 min    | 1 (0-1)      |
|       |                    |                |              |
| 29    | Patrick Favre      | +2:02,6 min    | 3 (1-2)      |
|       |                    |                |              |
| 35    | Ludwig Gredler     | +2:13,1 min    | 4 (2-2)      |
|       |                    |                |              |
| 42    | Wolfgang Perner    | +2:49,6 min    | 3 (0-3)      |
|       |                    |                |              |
| 56    | Jean-Marc Chabloz  | +3:19,3 min    | 2 (0-2)      |
| 57    | Enrico Tach        | +3:24,2 min    | 3 (2-1)      |
|       |                    |                |              |
| 69    | Wilfried Pallhuber | +4:03,6 min    | 5 (1-4)      |
|       |                    |                |              |
| 76    | Roland Zwahlen     | +4:16,8 min    | 5 (2-3)      |
|       |                    |                |              |
| 80    | Dani Niederberger  | +4:58,0 min    | 1 (0-1)      |
|       |                    |                |              |
| 82    | Matthias Simmen    | +5:04,7 min    | 6 (3-3)      |
| …     |                    |                |              |

Datum: 3. Februar 2001

### Verfolgung 12,5 km
| Platz | Sportler             | Zeit/Rückstand | Schießfehler |
| ----- | -------------------- | -------------- | ------------ |
| 01    | Pawel Rostowzew      | 034:21,3 min   | 3 (1-0-2-0)  |
| 02    | Raphaël Poirée       | 000+5,9 s00    | 2 (0-1-0-1)  |
| 03    | Sven Fischer         | 00+45,6 s00    | 2 (0-1-1-0)  |
| 04    | Ole Einar Bjørndalen | 00+56,3 s00    | 3 (1-1-0-1)  |
| 05    | Egil Gjelland        | +1:06,4 min    | 2 (0-1-1-0)  |
| 06    | Frode Andresen       | +1:18,2 min    | 5 (1-1-2-1)  |
| 07    | Vincent Defrasne     | +1:21,2 min    | 2 (0-0-0-2)  |
| 08    | Tomas Globočnik      | +1:21,3 min    | 1 (0-0-1-0)  |
| 09    | Halvard Hanevold     | +1:36,4 min    | 3 (0-0-2-1)  |
| 10    | Zdeněk Vítek         | +1:41,8 min    | 2 (0-0-1-1)  |
|       |                      |                |              |
| 14    | Ricco Groß           | +2:22,5 min    | 1 (0-0-1-0)  |
|       |                      |                |              |
| 17    | Frank Luck           | +2:41,7 min    | 3 (1-0-1-1)  |
| 18    | René Cattarinussi    | +2:42,9 min    | 5 (1-1-2-1)  |
|       |                      |                |              |
| 21    | Wolfgang Rottmann    | +3:16,6 min    | 5 (1-0-2-2)  |
|       |                      |                |              |
| 24    | Christoph Sumann     | +3:42,8 min    | 6 (2-0-3-1)  |
| 25    | Carsten Heymann      | +3:46,4 min    | 4 (0-1-2-1)  |
|       |                      |                |              |
| 28    | Ludwig Gredler       | +3:54,3 min    | 6 (3-2-0-1)  |
|       |                      |                |              |
| 31    | Patrick Favre        | +4:05,1 min    | 6 (1-2-2-1)  |
|       |                      |                |              |
| 34    | Wolfgang Perner      | +4:18,3 min    | 4 (0-1-2-1)  |
|       |                      |                |              |
| 56    | Jean-Marc Chabloz    | +7:21,2 min    | 4 (1-2-1-0)  |
|       |                      |                |              |
| 59    | Enrico Tach          | +7:51,6 min    | 7 (2-2-2-1)  |
| …     |                      |                |              |

Datum: 4. Februar 2001

### Einzel 20 km
| Platz | Sportler             | Zeit/Rückstand | Schießfehler |
| ----- | -------------------- | -------------- | ------------ |
| 01    | Paavo Puurunen       | 0055:05,6 min  | 1 (0-0-0-1)  |
| 02    | Wadsim Saschuryn     | 000+28,2 s00   | 1 (0-0-0-1)  |
| 03    | Ilmārs Bricis        | 000+29,5 s00   | 0 (0-0-0-0)  |
| 04    | Sergei Roschkow      | 0+1:32,2 min   | 1 (0-0-1-0)  |
| 05    | Wiktor Maigurow      | 0+1:43,0 min   | 2 (0-1-0-1)  |
| 06    | Ruslan Lyssenko      | 0+1:44,8 min   | 1 (0-1-0-0)  |
| 07    | Ricco Groß           | 0+1:52,4 min   | 2 (1-1-0-0)  |
| 08    | Pawel Rostowzew      | 0+2:01,1 min   | 4 (1-0-1-2)  |
| 09    | Ville Räikkönen      | 0+2:38,8 min   | 2 (1-0-1-0)  |
| 10    | Ole Einar Bjørndalen | 0+2:43,6 min   | 6 (1-2-2-1)  |
| 11    | Sven Fischer         | 0+2:47,0 min   | 4 (0-2-2-0)  |
| 12    | Wolfgang Rottmann    | 0+2:55,9 min   | 4 (0-0-1-3)  |
| 13    | Patrick Favre        | 0+2:59,7 min   | 4 (1-0-2-1)  |
|       |                      |                |              |
| 15    | Jean-Marc Chabloz    | 0+3:31,4 min   | 2 (0-2-0-0)  |
|       |                      |                |              |
| 21    | René Cattarinussi    | 0+3:52,6 min   | 6 (2-2-0-2)  |
|       |                      |                |              |
| 23    | Günther Beck         | 0+4:10,2 min   | 2 (1-0-1-0)  |
|       |                      |                |              |
| 31    | Wilfried Pallhuber   | 0+4:51,6 min   | 5 (0-2-2-1)  |
|       |                      |                |              |
| 35    | Wolfgang Perner      | 0+5:15,6 min   | 5 (0-2-1-2)  |
|       |                      |                |              |
| 47    | Peter Sendel         | 0+6:37,2 min   | 4 (2-1-1-0)  |
|       |                      |                |              |
| 52    | Paolo Longo          | 0+7:27,4 min   | 6 (0-2-2-2)  |
|       |                      |                |              |
| 54    | Ludwig Gredler       | 0+7:35,5 min   | 7 (1-2-1-3)  |
|       |                      |                |              |
| 66    | Roland Zwahlen       | 0+9:16,2 min   | 6 (1-3-1-1)  |
| 67    | Marco Morgenstern    | 0+9:21,9 min   | 4 (0-2-0-2)  |
|       |                      |                |              |
| 79    | Dani Niederberger    | +12:28,1 min   | 6 (1-2-2-1)  |
|       |                      |                |              |
| DNF   | Matthias Simmen      |                | … (5-3-5-x)0 |

Datum: 7. Februar 2001

### Massenstart 15 km
| Platz | Sportler             | Zeit/Rückstand | Schießfehler |
| ----- | -------------------- | -------------- | ------------ |
| 01    | Raphaël Poirée       | 039:28,2 min   | 2 (1-0-1-0)  |
| 02    | Ole Einar Bjørndalen | 000+3,8 s00    | 3 (3-1-0-0)  |
| 03    | Sven Fischer         | 00+18,4 s00    | 3 (1-1-0-1)  |
| 04    | Ricco Groß           | 00+19,3 s00    | 0 (0-0-0-0)  |
| 05    | Wadsim Saschuryn     | 00+44,5 s00    | 2 (1-1-0-0)  |
| 06    | Patrick Favre        | 00+46,8 s00    | 3 (1-1-1-0)  |
| 07    | Sergei Roschkow      | 00+50,9 s00    | 1 (0-1-0-0)  |
| 08    | Ilmārs Bricis        | 00+56,4 s00    | 2 (0-1-1-0)  |
| 09    | Halvard Hanevold     | 00+59,3 s00    | 2 (1-0-0-1)  |
| 10    | René Cattarinussi    | +1:00,7 min    | 2 (0-0-2-0)  |
| 11    | Carsten Heymann      | +1:02,4 min    | 1 (0-0-1-0)  |
|       |                      |                |              |
| 22    | Frank Luck           | +2:23,1 min    | 3 (1-1-0-1)  |
|       |                      |                |              |
| 30    | Wolfgang Rottmann    | +5:04,7 min    | 6 (1-1-2-2)  |

Datum: 9. Februar 2001

### Staffel 4 × 7,5 km
| Platz | Land/Sportler                                                                                | Zeit/Rückstand | Schießfehler                            |
| ----- | -------------------------------------------------------------------------------------------- | -------------- | --------------------------------------- |
| 01    | Frankreich 0000Gilles Marguet 0000Vincent Defrasne 0000Julien Robert 0000Raphaël Poirée      | 1:12:56,7 h00  | 0+1 0+5 0+1 0+2 0+0 0+2 0+0 0+0 0+0 0+1 |
| 02    | Belarus 0000Oleksij Ajdarow 0000Aljaksandr Syman 0000Aleh Ryschankou 0000Wadsim Saschuryn    | 000+31,9 s00   | 0+2 0+4 0+0 0+1 0+1 0+1 0+0 0+2 0+1 0+0 |
| 03    | Norwegen 0000Egil Gjelland 0000Frode Andresen 0000Halvard Hanevold 0000Ole Einar Bjørndalen  | 000+33,0 s00   | 1+7 2+8 0+0 0+3 0+3 2+3 0+1 0+1 1+3 0+1 |
| 04    | Russland 0000Sergei Roschkow 0000Andrej Prokunin 0000Wiktor Maigurow 0000Pawel Rostowzew     | 000+57,1 s00   | 0+3 1+4 0+2 0+0 0+0 1+3 0+0 0+0 0+1 0+1 |
| 05    | Finnland 0000Ville Räikkönen 0000Timo Antila 0000Paavo Puurunen 0000Vesa Hietalahti          | 0+1:52,2 min   | 0+3 1+7 0+2 0+2 0+1 1+3 0+0 0+2 0+0 0+0 |
| 06    | Polen 0000Wiesław Ziemianin 0000Wojciech Kozub 0000Krzysztof Topór 0000Tomasz Sikora         | 0+1:52,3 min   | 0+1 0+3 0+1 0+0 0+0 0+1                 |
| 07    | Slowenien 0000Janez Ožbolt 0000Tomas Globocnik 0000Marko Dolenc 0000Aleksander Grajf         | 0+1:53,2 min   | 0+1 1+5 0+0 0+0 0+1 0+1 0+0 1+3 0+0 0+1 |
| 08    | Österreich 0000Wolfgang Perner 0000Christoph Sumann 0000Daniel Mesotitsch 0000Ludwig Gredler | 0+2:14,4 min   | 0+4 2+8 0+1 0+2 0+0 2+3 0+1 0+1 0+2 0+2 |
| 09    | Lettland 0000Oļegs Maļuhins 0000Ilmārs Bricis 0000Jēkabs Nākums 0000Gundars Upenieks         | 0+2:25,0 min   | 0+4 1+7 0+1 0+2 0+1 0+1 0+0 1+3 0+2 0+1 |
| 10    | Italien 0000Patrick Favre 0000Wilfried Pallhuber 0000Enrico Tach 0000René Cattarinussi       | 0+2:34,5 min   | 1+7 0+3 1+3 0+1 0+3 0+1 0+0 0+0 0+1 0+1 |
|       |                                                                                              |                |                                         |
| 12    | Deutschland 0000Marco Morgenstern 0000Sven Fischer 0000Frank Luck 0000Ricco Groß             | 0+4:09,6 min   | 0+4 0+2 0+1 0+2 0+1 0+0                 |
|       |                                                                                              |                |                                         |
| 17    | Schweiz 0000Roland Zwahlen 0000Jean-Marc Chabloz 0000Matthias Simmen 0000Dani Niederberger   | 0+5:45,2 min   | 0+6 0+6 0+0 0+2 0+3 0+1                 |
| …     |                                                                                              |                |                                         |

Datum: 11. Februar 2001
Von einem besonderen Vorkommnis betroffen war die deutsche Staffel. Startläufer Marco Morgenstern schwächelte schon nach seiner ersten Schießeinlage, wurde immer langsamer und schleppte sich vor allem in der letzten Runde quälend langsam über die schwere durch ein ständiges Auf und Ab gekennzeichnete Strecke. So fiel das Team weit zurück. Die zwar chancenlosen drei weiteren Athleten kämpften weiter und landeten am Ende mit etwas mehr als vier Minuten Rückstand auf dem zehnten Platz.

## Frauen

### Sprint 7,5 km
| Platz | Sportlerin          | Zeit/Rückstand | Schießfehler |
| ----- | ------------------- | -------------- | ------------ |
| 01    | Kati Wilhelm        | 021:56,2 min   | 1 (0-1)      |
| 02    | Uschi Disl          | 00+26,9 s00    | 1 (1-0)      |
| 03    | Liv Grete Poirée    | 00+41,4 s00    | 2 (1-1)      |
| 04    | Katrin Apel         | 00+57,8 s00    | 2 (1-1)      |
| 05    | Corinne Niogret     | +1:09,2 min    | 1 (1-0)      |
| 06    | Magdalena Forsberg  | +1:10,0 min    | 1 (0-1)      |
| 07    | Olga Pyljowa        | +1:16,7 min    | 1 (0-1)      |
| 08    | Galina Kuklewa      | +1:27,3 min    | 1 (1-0)      |
| 09    | Delphyne Burlet     | +1:30,7 min    | 1 (0-1)      |
| 10    | Ann-Elen Skjelbreid | +1:43,6 min    | 2 (1-1)      |
| 11    | Andrea Henkel       | +1:45,3 min    | 1 (0-1)      |
|       |                     |                |              |
| 22    | Nathalie Santer     | +2:15,0 min    | 3 (1-2)      |
| 23    | Michela Ponza       | +2:23,0 min    | 1 (0-1)      |
|       |                     |                |              |
| 31    | Saskia Santer       | +2:38,8 min    | 5 (3-2)      |
|       |                     |                |              |
| 46    | Siegrid Pallhuber   | +3:02,5 min    | 2 (0-2)      |
| …     |                     |                |              |

Datum: 3. Februar 2001

### Verfolgung 10 km
| Platz | Sportlerin          | Zeit/Rückstand | Schießfehler |
| ----- | ------------------- | -------------- | ------------ |
| 01    | Liv Grete Poirée    | 032:13,5 min   | 5 (1-1-2-1)  |
| 02    | Corinne Niogret     | 00+25,0 s00    | 1 (0-0-0-1)  |
| 03    | Magdalena Forsberg  | 00+35,0 s00    | 3 (0-2-1-0)  |
| 04    | Olga Pyljowa        | 00+38,4 s00    | 3 (1-0-1-1)  |
| 05    | Andrea Henkel       | 00+39,2 s00    | 1 (0-0-0-1)  |
| 06    | Delphyne Burlet     | +1:06,6 min    | 2 (0-0-1-1)  |
| 07    | Kati Wilhelm        | +1:20,7 min    | 7 (3-3-1-0)  |
| 08    | Katrin Apel         | +1:28,0 min    | 5 (0-2-2-1)  |
| 09    | Ann-Elen Skjelbreid | +1:30,6 min    | 2 (0-0-2-0)  |
| 10    | Ekaterina Dafowska  | +1:30,7 min    | 2 (0-0-1-1)  |
| 11    | Uschi Disl          | +1:40,9 min    | 7 (0-2-5-0)  |
|       |                     |                |              |
| 21    | Nathalie Santer     | +3:13,9 min    | 5 (1-2-1-1)  |
| 22    | Michela Ponza       | +3:14,0 min    | 2 (1-0-1-0)  |
|       |                     |                |              |
| 30    | Saskia Santer       | +4:18,4 min    | 7 (1-0-3-3)  |
|       |                     |                |              |
| 50    | Siegrid Pallhuber   | +7:06,5 min    | 8 (1-2-2-3)  |
| …     |                     |                |              |

Datum: 14. Februar 2001

### Einzel 15 km
| Platz | Sportlerin          | Zeit/Rückstand | Schießfehler |
| ----- | ------------------- | -------------- | ------------ |
| 01    | Magdalena Forsberg  | 045:13,0 min   | 1 (0-0-0-1)  |
| 02    | Liv Grete Poirée    | 00+37,3 s00    | 3 (0-1-0-2)  |
| 03    | Alena Subrylawa     | +1:09,2 min    | 2 (1-0-0-1)  |
| 04    | Olena Petrowa       | +1:12,5 min    | 0 (0-0-0-0)  |
| 05    | Anna Bogali-Titowez | +1:25,0 min    | 1 (0-0-1-0)  |
| 06    | Éva Tófalvi         | +1:49,4 min    | 0 (0-0-0-0)  |
| 07    | Andreja Koblar      | +1:57,0 min    | 2 (2-0-0-0)  |
| 08    | Nathalie Santer     | +2:15,3 min    | 3 (2-0-1-0)  |
| 09    | Andrea Henkel       | +2:23,0 min    | 2 (0-2-0-0)  |
| 10    | Anna Murinova       | +3:00,5 min    | 1 (0-0-0-1)  |
| 11    | Uschi Disl          | +3:06,8 min    | 5 (1-1-2-1)  |
| 11    | Martina Glagow      | +3:15,2 min    | 3 (0-1-0-2)  |
|       |                     |                |              |
| 31    | Katrin Apel         | +5:08,2 min    | 6 (1-2-1-2)  |
|       |                     |                |              |
| 38    | Michela Ponza       | +6:10,1 min    | 4 (0-1-1-2)  |
|       |                     |                |              |
| 53    | Saskia Santer       | +7:42,9 min    | 7 (1-3-1-2)  |
|       |                     |                |              |
| 65    | Siegrid Pallhuber   | +8:56,6 min    | 6 (1-2-1-2)  |
| …     |                     |                |              |

Datum: 6. Februar 2001

### Massenstart 12,5 km
| Platz | Sportlerin             | Zeit/Rückstand | Schießfehler |
| ----- | ---------------------- | -------------- | ------------ |
| 01    | Magdalena Forsberg     | 038:38,6 min   | 1 (0-0-1-0)  |
| 02    | Martina Glagow         | +1:04,4 min    | 0 (0-0-0-0)  |
| 03    | Liv Grete Poirée       | +1:05,8 min    | 4 (0-2-2-0)  |
| 04    | Pawlina Filipowa       | +1:23,7 min    | 0 (0-0-0-0)  |
| 05    | Kati Wilhelm           | +1:23,8 min    | 2 (0-2-0-0)  |
| 06    | Gunn Margit Andreassen | +1:32,3 min    | 0 (0-0-0-0)  |
| 07    | Olga Pyljowa           | +1:43,0 min    | 3 (2-1-0-0)  |
| 08    | Alena Subrylawa        | +1:44,7 min    | 4 (1-0-1-2)  |
| 09    | Delphyne Burlet        | +1:45,6 min    | 4 (1-1-1-1)  |
| 10    | Éva Tófalvi            | +1:56,4 min    | 1 (0-0-0-1)  |
|       |                        |                |              |
| 15    | Katrin Apel            | +2:12,4 min    | 3 (1-0-1-1)  |
|       |                        |                |              |
| 20    | Nathalie Santer        | +2:48,0 min    | 5 (0-3-0-2)  |
|       |                        |                |              |
| 24    | Uschi Disl             | +3:43,6 min    | 9 (4-1-2-2)  |
|       |                        |                |              |
| 30    | Michela Ponza          | +6:58,2 min    | 4 (0-1-2-1)  |

Datum: 9. Februar 2001

### Staffel 4 × 7,5 km
| Platz | Land/Sportlerinnen                                                                                               | Zeit/Rückstand | Schießfehler                             |
| ----- | --- | -------------- | ---------------------------------------- |
| 01    | Russland 0000Olga Pyljowa 0000Anna Bogali-Titowez 0000Galina Kuklewa 0000Swetlana Ischmuratowa                   | 1:29:02,8 h00  | 0+5 1+8 0+1 0+2 0+1 0+0 0+2 0+3 0+1 1+3  |
| 02    | Deutschland 0000Uschi Disl 0000Katrin Apel 0000Andrea Henkel 0000Kati Wilhelm                                    | 000+25,5 s00   | 2+4 0+3 0+1 0+1 0+0 0+2 0+0 0+0 2+3 0+0  |
| 03    | Ukraine 0000Alena Subrylawa 0000Olena Petrowa 0000Nina Lemesch 0000Tetjana Wodopjanowa                           | 000+52,4 s00   | 0+1 0+4 0+1 0+1 0+0 0+0 0+0 0+2 0+0 0+1  |
| 04    | Norwegen 0000Ann-Elen Skjelbreid 0000Gro Marit Istad-Kristiansen 0000Gunn Margit Andreassen 0000Liv Grete Poirée | 0+1:33,5 min   | 3+5 0+5 0+0 0+1 3+3 0+2 0+1 0+1          |
| 05    | Frankreich 0000Florence Baverel-Robert 0000Delphyne Burlet 0000Sandrine Bailly 0000Corinne Niogret               | +3:52,6 min    | 0+4 2+4 0+0 0+0 0+1 0+1 0+2 2+3 0+1 0+0  |
| 06    | Bulgarien 0000Pawlina Filipowa 0000Irina Nikultschina 0000Radka Popowa 0000Ekaterina Dafowska                    | +4:11,2 min    | 0+3 0+8 0+0 0+3 0+2 0+1 0+1 0+3 0+0 0+1  |
| 07    | Slowenien 0000Lucija Larisi 0000Andreja Grasic-Koblar 0000Dijana Grudicek 0000Tadeja Brankovic                   | +4:11,3 min    | 0+6 0+6 0+2 0+1 0+1 0+1 0+3 0+3 0+0 0+1  |
| 08    | Italien 0000Michela Ponza 0000Siegrid Pallhuber 0000Saskia Santer 0000Nathalie Santer                            | 0+5:25,6 min   | 0+7 2+9 0+0 0+0 0+2 0+3 0+3 2+3          |
| 09    | Japan 0000Mami Shindō 0000Hiromi Suga 0000Tamami Tanaka 0000Ryōko Takahashi                                      | 0+5:59,6 min   | 0+6 2+10 0+2 1+3 0+0 1+3 0+1 0+1 0+3 0+3 |
| 10    | Volksrepublik China 0000Liu Xianying 0000Yu Shumei 0000Cheng Xiaoni 0000Kong Yingchao                            | 0+6:14,1 min   | 0+6 0+8 0+1 0+2 0+1 0+1 0+1 0+3 0+3 0+2  |

Datum: 10. Februar 2001

## Medaillenspiegel
| Platz | Nation      | Gold | Silber | Bronze | Gesamt |
| ----- | ----------- | ---- | ------ | ------ | ------ |
| 01    | Russland    | 3    | 0      | 0      | 3      |
| 02    | Frankreich  | 2    | 2      | 0      | 4      |
| 03    | Schweden    | 2    | 0      | 1      | 3      |
| 04    | Deutschland | 1    | 3      | 2      | 6      |
| 05    | Norwegen    | 1    | 2      | 4      | 7      |
| 06    | Finnland    | 1    | 0      | 0      | 1      |
| 07    | Belarus     | 0    | 2      | 0      | 2      |
| 08    | Italien     | 0    | 1      | 0      | 1      |
| 09    | Ukraine     | 0    | 0      | 2      | 2      |
| 010   | Lettland    | 0    | 0      | 1      | 1      |

| Platz | Land         | Athlet               | Gold | Silber | Bronze | Gesamt |
| ----- | ------------ | -------------------- | ---- | ------ | ------ | ------ |
| 01    | Frankreich   | Raphaël Poirée       | 2    | 1      | 0      | 3      |
| 02    | Russland     | Pawel Rostowzew      | 2    | 0      | 0      | 2      |
| 03    | Finnland     | Paavo Puurunen       | 1    | 0      | 0      | 1      |
| 03    | Frankreich   | Gilles Marguet       | 1    | 0      | 0      | 1      |
| 03    | Frankreich   | Vincent Defrasne     | 1    | 0      | 0      | 1      |
| 03    | Frankreich   | Julien Robert        | 1    | 0      | 0      | 1      |
| 07    | Belarus 1995 | Wadsim Saschuryn     | 0    | 2      | 0      | 2      |
| 08    | Norwegen     | Ole Einar Bjørndalen | 0    | 1      | 1      | 2      |
| 09    | Italien      | René Cattarinussi    | 0    | 1      | 0      | 1      |
| 10    | Belarus 1995 | Oleksij Ajdarow      | 0    | 1      | 0      | 1      |
| 10    | Belarus 1995 | Aljaksandr Syman     | 0    | 1      | 0      | 1      |
| 10    | Belarus 1995 | Aleh Ryschankou      | 0    | 1      | 0      | 1      |
| 13    | Deutschland  | Sven Fischer         | 0    | 0      | 2      | 2      |
| 13    | Norwegen     | Halvard Hanevold     | 0    | 0      | 2      | 2      |
| 15    | Lettland     | Ilmārs Bricis        | 0    | 0      | 1      | 1      |
| 15    | Norwegen     | Egil Gjelland        | 0    | 0      | 1      | 1      |
| 15    | Norwegen     | Frode Andresen       | 0    | 0      | 1      | 1      |

| Platz | Land        | Athletin              | Gold | Silber | Bronze | Gesamt |
| ----- | ----------- | --------------------- | ---- | ------ | ------ | ------ |
| 01    | Schweden    | Magdalena Forsberg    | 2    | 0      | 1      | 3      |
| 02    | Norwegen    | Liv Grete Skjelbreid  | 1    | 1      | 2      | 4      |
| 03    | Deutschland | Kati Wilhelm          | 1    | 1      | 0      | 2      |
| 04    | Russland    | Olga Pyljowa          | 1    | 0      | 0      | 1      |
| 04    | Russland    | Anna Bogali-Titowez   | 1    | 0      | 0      | 1      |
| 04    | Russland    | Galina Kuklewa        | 1    | 0      | 0      | 1      |
| 04    | Russland    | Swetlana Ischmuratowa | 1    | 0      | 0      | 1      |
| 08    | Deutschland | Uschi Disl            | 0    | 2      | 0      | 2      |
| 09    | Frankreich  | Corinne Niogret       | 0    | 1      | 0      | 1      |
| 09    | Deutschland | Martina Glagow        | 0    | 1      | 0      | 1      |
| 09    | Deutschland | Katrin Apel           | 0    | 1      | 0      | 1      |
| 09    | Deutschland | Andrea Henkel         | 0    | 1      | 0      | 1      |
| 13    | Ukraine     | Alena Subrylawa       | 0    | 0      | 2      | 2      |
| 14    | Ukraine     | Olena Petrowa         | 0    | 0      | 1      | 1      |
| 14    | Ukraine     | Nina Lemesch          | 0    | 0      | 1      | 1      |
| 14    | Ukraine     | Tetjana Wodopjanowa   | 0    | 0      | 1      | 1      |